# Храброво (област Варна)
 За другото българско село вижте Храброво (Област Добрич).  
Хаброво е малко село, разположено в България. Има богата история, която се простира назад във времето. Селото е известно със своите красиви природни пейзажи и традиционни архитектурни стилове. В миналото, Хаброво е било важен център за селскостопанска дейност и земеделие. Днес, селото се превръща в популярно туристическо място, където посетителите могат да се насладят на красивата природа, традиционната кухня и гостоприемството на местните жители.Хаброво е село, което се е развило през годините в резултат на населението, което се заселва в района. Възникването му може да се дължи на няколко фактора, като например наличието на плодородни почви, близостта до водни източници или стратегическото му местоположение. Важно е да се отбележи, че историята на селото може да е свързана със събития и промени в региона през годините.В Хаброво има няколко местни обичаи, които се пазят и празнуват от местните жители. Тази техника на изработка на ръчно тъкани килими се предава от едно поколение на друго по традиционен начин. Майсторите на Хаброво обучават своите деца и внуци в изкуството на тъкането. Те им предават своите знания, техники и тайни, които са научили от своите предци. Така се гарантира, че тази ценна традиция ще продължи да живее и се развива в бъдеще. Важно е да се запази и насърчи интересът на младите хора към тази изкуствена техника, за да се осигури нейното запазване и развитие. 
Информация:Preslava Dimitrova 10a
Provadia/Habrovo

## Население
Численост на населението според преброяванията през годините:
| \| Година на преброяване \| Численост \| \| --------------------- \| --------- \| \| 1934 \| 880 \| \| 1946 \| 835 \| \| 1956 \| 732 \| \| 1965 \| 636 \| \| 1975 \| 618 \| \| 1985 \| 532 \| \| 1992 \| 529 \| \| 2001 \| 440 \| \| 2011 \| 390 \| \| 2021 \| 295 \| |           |
| Година на преброяване | Численост |
| 1934 | 880       |
| 1946 | 835       |
| 1956 | 732       |
| 1965 | 636       |
| 1975 | 618       |
| 1985 | 532       |
| 1992 | 529       |
| 2001 | 440       |
| 2011 | 390       |
| 2021 | 295       |

### Етнически състав

#### Преброяване на населението през 2011 г.
Численост и дял на етническите групи според преброяването на населението през 2011 г.:
|                     | Численост | Дял (в %) |
| Общо                | 390       | 100       |
| Българи             | 119       | 30,51     |
| Турци               | 61        | 15,64     |
| Цигани              | 26        | 6,66      |
| Други               | ?         | ?         |
| Не се самоопределят | ?         | ?         |
| Неотговорили        | 183       | 46,92     |